# Bugsy Malone
Bugsy Malone är en brittisk gangsterfilm i musikalformat från 1976 i regi av Alan Parker. Samtliga rollinnehavare var under 16 år när filmen spelades in.

## Handling
Bugsy Malone (Scott Baio) har inget emot att hjälpa gangsterkungen Fat Sam (John Cassisi) ibland, speciellt eftersom Blousey (Florrie Dugger) är sångerska på Fat Sams krog.

## Medverkande (i urval)
- Scott Baio – Bugsy Malone
- Jodie Foster – Tallulah
- Florrie Dugger – Blousey
- John Cassisi – Fat Sam Staccetto
- Martin Lev – Dandy Dan
- Dexter Fletcher – Baby Face

## Om filmen
Filmen är inspelad i Wexham, Iver Heath och Reading. Den hade världspremiär i New York den 12 september 1976 och svensk premiär den 17 december samma år. All sång är dubbad av vuxna sångare.

## Musik i filmen
- Bugsy Malone
- Speakeasy
- Tomorrow
- Bad guys
- I'm Feeling Fine
- My Name's Tallulah
- So You Wanna Be a Boxer
- Ordinary Fool
- Down and Out
- You Give a Little Love